# Isaac Haxton
Isaac Blum „Ike“ Haxton (* 6. September 1985 in New York City, New York) ist ein professioneller US-amerikanischer Pokerspieler.
Haxton hat sich mit Poker bei Live-Turnieren mehr als 47 Millionen US-Dollar erspielt und steht damit auf Platz 8 der erfolgreichsten Pokerspieler nach Turnierpreisgeldern. Er gewann 2018 und 2023 den Super High Roller Bowl sowie 2023 ein Bracelet der World Series of Poker und das Super High Roller des PokerStars Caribbean Adventures. Im Jahr 2019 wurde der Amerikaner als einer der 50 besten Spieler der Pokergeschichte genannt.

## Persönliches
Haxton wurde als Sohn eines Englischlehrers in einem Vorort von New York City geboren. Im Alter von vier Jahren lernte er Schach, mit zehn Jahren begann er das Sammelkartenspiel Magic: The Gathering zu spielen. Später studierte er Informatik und Philosophie an der Brown University in Providence, unterbrach das Studium aber aufgrund seiner Pokererfolge. Haxton lebt auf Malta.
Seit Ausbruch der COVID-19-Pandemie tritt Haxton am Pokertisch stets mit einer N95-Maske auf, die seinen Mund und seine Nase verdeckt. Da er diese nun auch lange nach Aufhebung der Maskenpflicht noch trägt, wird er im Internet regelmäßig mit Hasskommentaren verunglimpft.

## Pokerkarriere

### Online
Haxton lernte während der Highschool Poker von Freunden. Er spielt online unter den Nicknames philivey2694 (PokerStars) und luvtheWNBA (Full Tilt Poker). Mit Cash Games hat er auf den Plattformen einen Profit von knapp 3 Millionen US-Dollar erwirtschaftet. Als Ike Haxton war er zudem bis Ende 2015 Teil des Team PokerStars. Von Januar 2018 bis Jahresende 2021 gehörte er dem Team partypoker an und spielte auf der Plattform unter dem Nickname SignoreUkelele.

### Live

#### Werdegang
Seine erste Geldplatzierung bei einem Live-Turnier erzielte Haxton Anfang Januar 2007 beim PokerStars Caribbean Adventure (PCA) auf den Bahamas. Dort belegte der Amerikaner beim Main Event den zweiten Platz und erhielt ein Preisgeld von mehr als 850.000 US-Dollar. Im Juli 2007 war er erstmals bei der World Series of Poker (WSOP) im Rio All-Suite Hotel and Casino am Las Vegas Strip erfolgreich und kam bei drei Turnieren der Variante No Limit Hold’em in die Geldränge, u. a. belegte er den 94. Rang im Main Event. Bei der WSOP 2009 wurde Haxton beim Jubiläumsevent zur 40. Austragung der Hauptturnierserie hinter Witali Lunkin Zweiter und sicherte sich damit über eine Million US-Dollar. Mitte Dezember 2011 belegte der Amerikaner beim High Roller des Five Diamond World Poker Classic im Hotel Bellagio am Las Vegas Strip den dritten Platz für knapp 600.000 US-Dollar. Im Januar 2012 wurde er beim PCA High Roller auf den Bahamas Dritter für ein Preisgeld von rund 380.000 US-Dollar. Anfang Juni 2013 war Haxton für die GuangDong Asia Millions in Macau. Dort erreichte er sowohl beim Warm Up als auch im Main Event den Finaltisch und sicherte sich damit Preisgelder von umgerechnet mehr als 1,5 Millionen US-Dollar. Mitte Februar 2014 belegte der Amerikaner bei der A$250.000 Challenge der Aussie Millions Poker Championship in Melbourne hinter Phil Ivey den zweiten Platz und erhielt dafür ein Preisgeld von über 2,5 Millionen US-Dollar. Mitte Juli 2014 wurde Haxton beim ersten Aria Super High Roller im Aria Resort & Casino am Las Vegas Strip ebenfalls Zweiter für mehr als 800.000 US-Dollar. Im Januar 2016 kam er beim High Roller und Super High Roller des PCA auf den Bahamas an den Finaltisch und sicherte sich somit innerhalb von drei Tagen Preisgelder von knapp 750.000 US-Dollar. Im Juli 2016 musste er sich beim zehnten Aria Super High Roller nur Rainer Kempe geschlagen geben und erhielt über 400.000 US-Dollar. Mitte Dezember 2016 gewann der Amerikaner ein Turnier der European Poker Tour in Prag mit einer Siegprämie von 560.000 Euro. Bei der WSOP 2017 wurde er bei der Poker Player’s Championship Dritter für knapp 600.000 US-Dollar. Im März 2018 belegte Haxton beim Super High Roller Bowl China in Macau den achten Platz für umgerechnet knapp eine Million US-Dollar. Bei der WSOP 2018 wurde er beim 50.000 US-Dollar teuren High-Roller-Event Vierter für knapp 520.000 US-Dollar Preisgeld. Mitte Dezember 2018 gewann der Amerikaner den Super High Roller Bowl V im Aria Resort & Casino und sicherte sich sein bisher höchstes Preisgeld von über 3,5 Millionen US-Dollar. Im März 2019 kam er zweimal bei der Triton Poker Series im südkoreanischen Jeju-do in die Geldränge und sicherte sich Preisgelder von umgerechnet mehr als einer Million US-Dollar. Im Rahmen der 50. Austragung der World Series of Poker wurde Haxton im Juni 2019 als einer der 50 besten Spieler der Pokergeschichte genannt. Nachdem er von November 2019 bis Mai 2022 keine Live-Geldplatzierung erzielt hatte, kam er bei der Triton Series in Madrid viermal auf die bezahlten Ränge und erhielt über 1,5 Millionen Euro. Mitte Januar 2023 gewann der Amerikaner das Main Event des PokerGO Cup im Aria mit einer Siegprämie von 598.000 US-Dollar. Vier Tage später entschied er auch das PCA Super High Roller für sich und erhielt aufgrund eines Deals mit Seth Davies und Adrián Mateos eine Auszahlung von über einer Million US-Dollar. Auch beim finalen Super High Roller der Turnierserie, das mit mehr als 1,5 Millionen US-Dollar dotiert war, setzte sich Haxton durch. Anfang April 2023 gewann er das achte Turnier der US Poker Open im Aria Resort & Casino mit einem Hauptpreis von 432.000 US-Dollar. Bei der mittlerweile im Horseshoe Las Vegas und Paris Las Vegas ausgespielten WSOP 2023 siegte der Amerikaner im Juni 2023 beim 25.000 US-Dollar teuren High Roller und erhielt sein erstes Bracelet sowie rund 1,7 Millionen US-Dollar. Anfang August 2023 saß er beim Main Event der Triton Series in London am Finaltisch und belegte den mit mehr als 1,5 Millionen US-Dollar dotierten vierten Platz. Knapp zwei Monate später sicherte sich Haxton beim Super High Roller Bowl VIII seinen zweiten Titel bei diesem Turnier und wurde mit einem Hauptpreis von 2,76 Millionen US-Dollar prämiert. Mitte Oktober 2023 erreichte er auch beim Super High Roller Bowl Pot Limit Omaha das Heads-Up, musste sich dort jedoch Jared Bleznick geschlagen geben und mit einer Auszahlung von 836.000 US-Dollar begnügen. Bei der Triton Series in Monte-Carlo erzielte Haxton Ende Oktober 2023 vier Geldplatzierungen, die ihm Preisgelder von rund 1,7 Millionen US-Dollar einbrachten. Mitte Dezember 2023 belegte er beim Big One for One Drop im Wynn Las Vegas den mit über 1,2 Millionen US-Dollar dotierten vierten Rang. Insgesamt sicherte sich der Amerikaner im Jahr 2023 Preisgelder von knapp 17 Millionen US-Dollar, mehr als jeder andere Spieler.

#### Preisgeldübersicht
Haxton ist mit erspielten Preisgeldern von über 47 Millionen US-Dollar der achterfolgreichste Pokerspieler.
| Jahr      | Preisgeld (in $) | Turniersiege |
| --------- | ---------------- | ------------ |
| 2007      | 1.076.133        | 0            |
| 2008      | 316.451          | 0            |
| 2009      | 1.254.538        | 0            |
| 2010      | 251.891          | 1            |
| 2011      | 691.404          | 0            |
| 2012      | 493.649          | 0            |
| 2013      | 1.678.645        | 0            |
| 2014      | 3.724.936        | 0            |
| 2015      | 1.005.278        | 0            |
| 2016      | 2.157.431        | 2            |
| 2017      | 2.809.048        | 1            |
| 2018      | 8.194.991        | 3            |
| 2019      | 4.016.544        | 0            |
| 2020–2021 | 0                | 0            |
| 2022      | 2.223.537        | 1            |
| 2023      | 16.961.907       | 7            |
| 2024      | 184.900          | 0            |
| gesamt    | 47.041.283       | 15           |